# Diapetimorpha albituberculata
Diapetimorpha albituberculata är en stekelart som först beskrevs av Cameron 1886.  Diapetimorpha albituberculata ingår i släktet Diapetimorpha och familjen brokparasitsteklar. Inga underarter finns listade i Catalogue of Life.